# 水野幹太
水野 幹太（みずの かんた、1998年6月4日 - ）は、日本の男子プロバスケットボール選手である。ポジションはポイントガード。B.LEAGUEの川崎ブレイブサンダース所属。

## 来歴
福島県出身。
福島南高校から法大に進み、年代別日本代表に選出される。
高校在学中、地元の福島ファイヤーボンズと特別指定選手契約を結び2シーズン在籍。
大学3年で川崎ブレイブサンダースと特別指定選手契約。
4年次には新潟アルビレックスBBとプロ契約。
2021年、福島ファイヤーボンズに期限付き移籍。
2022年、京都ハンナリーズに完全移籍。
2025年、川崎ブレイブサンダースに移籍。

## 日本代表歴
- 平成28年度男子U-18日本代表 、
- 平成29年度男子U-19日本代表